# Calobata apicalis
Calobata apicalis är en tvåvingeart som först beskrevs av Macquart 1851.  Calobata apicalis ingår i släktet Calobata och familjen skridflugor.
Artens utbredningsområde är Réunion. Inga underarter finns listade i Catalogue of Life.